# Nestoritsa
Nestoritsa (em búlgaro:  Несторица) foi um nobre e general búlgaro durante os reinados dos imperadores Samuel (r. 997-1014), Gabriel Radomir (r. 1014-1015) e João Vladislau (r. 1015-1018). Ele foi um dos mais brilhantes comandantes militares da história da Bulgária.

## História
Em 1014, quando o imperador bizantino Basílio II teve sua campanha na Bulgária interrompida por uma paliçada de madeira perto da vila de Klyutch (Clídio), Samuel decidiu desviar a atenção de Basílio dali e enviou Nestoritsa à frente de uma grande força para atacar a região bizantina mais ao sul. Nestoritsa marchou pelo vale do Vardar e chegou até a segunda maior cidade bizantina, Tessalônica. Nas vizinhanças da cidade, os búlgaros foram enfrentados pelos bizantinos liderados pelo governador da cidade, Tessalônica, Teofilacto Botaniates e seu filho, Miguel. A batalha foi sangrenta e provocou pesadas perdas para ambos os lados, mas, no fim, os bizantinos emergiram vitoriosos e capturaram muitos soldados e armas. Logo depois ocorreu a derrota decisiva dos búlgaros na Batalha de Clídio.
Apesar da derrota, a resistência búlgara continuou por mais quatro anos até que a morte de João Vladislau finalmente dobrou os búlgaros e muitos nobres decidiram se render para se manter seus títulos. Nestoritsa estava entre eles e rendeu-se em 1018 juntamente com Lasaritsa e Dobromir.